# سامان (إيران)
سامان (بالفارسية: سامان) هي مدينة تقع في إيران في Saman District. يقدر عدد سكانها بـ 14,777 نسمة وترتفع عن سطح البحر 2,085 متر.